# 石巻港
石巻港（いしのまきこう）は、宮城県石巻市にある港湾。仙台湾（石巻湾）に面する。港則法上の特定港、関税法上の開港に指定されている。
- 港湾法上の港湾区域としては旧石巻港は2012年（平成24年）10月に仙台塩釜港に統合されており「仙台塩釜港石巻港区」となっている[1]。
- 石巻漁港は旧北上川河口の東側にある特定第3種漁港である。

## 歴史
かつての石巻港は、旧北上川河口に広がり（内港と呼ばれる）、江戸時代には伊達藩のみならず、北上川上流の南部藩の米の積み出し基地として栄えており、石巻港から江戸へ運ばれた米は本石米（ほんごくまい）と呼ばれ、本石米は江戸で消費された米の実に3分の1を占めた。1960年より石巻市の西部、釜地区にある石巻工業港（日和港：外港）の建設が開始され、1967年より供用が開始されている。同年6月1日に関税法による開港に指定された。1998年からは雲雀野地区の供用も開始された。
2011年には、震度6強の強い地震に襲われ、岸壁の損壊や土砂の流出のほか、岸壁や埠頭の多くが沈降した。また、港湾周辺の物流施設なども軒並み流失したため、一時港湾機能を喪失した。

## 施設

### 仙台塩釜港石巻港区
内港地区、釜地区、雲雀野地区、大曲地区からなる。
- 内港地区
  - 河口港（内港）はヨット係留地（南浜町地区）や田代島・網地島・鮎川浜（旧・牡鹿町）への離島フェリー（網地島ライン・門脇町地区）が発着する。
  - フェリー乗り場にはお弁当の類を買えるところや食事がとれるところはないため、予め買っておく必要がある。
- 釜地区
  - 日和埠頭
  - 大手埠頭
  - 中島埠頭
- 雲雀野地区
  - 雲雀野中央埠頭
  - 雲雀野北埠頭
  - 南浜埠頭

### 石巻漁港
旧北上川河口の左右の海岸に魚市場が設けられていたが、1963年（昭和38年）の第3次漁港整備計画で河口東側に新たに整備された。